# Conference League South 2013-2014
La Conference League South 2013-2014 è stata la 10ª edizione della seconda serie della Conference League. Rappresenta, insiema alla Conference League North, il sesto livello del calcio inglese ed il secondo del sistema "non-league". 

## Squadre partecipanti
| Squadra                | Città               | Stagione precedente                                             |
| ---------------------- | ------------------- | --------------------------------------------------------------- |
| Basingstoke Town       | Basingstoke         | 14º posto in Conference League South                            |
| Bath City              | Bath                | 11º posto in Conference League South                            |
| Bishop's Stortford     | Bishop's Stortford  | 17º posto in Conference League North                            |
| Boreham Wood           | Borehamwood         | 9º posto in Conference League South                             |
| Bromley                | Londra (Bromley)    | 15º posto in Conference League South                            |
| Chelmsford City        | Chelmsford          | 5º posto in Conference League South                             |
| Concord Rangers        | Canvey Island       | 4º posto in Isthmian League Premier Division, promosso          |
| Dorchester Town        | Dorchester          | 8º posto in Conference League South                             |
| Dover Athletic         | Dover               | 3º posto in Conference League South                             |
| Eastbourne Borough     | Eastbourne          | 12º posto in Conference League South                            |
| Eastleigh              | Eastleigh           | 4º posto in Conference League South                             |
| Ebbsfleet United       | Northfleet          | 23º posto in Conference League Premier, retrocesso              |
| Farnborough            | Farnborough         | 13º posto in Conference League South                            |
| Gosport Borough        | Gosport             | 5º posto in Southern Football League Premier Division, promosso |
| Havant & Waterlooville | Havant              | 10º posto in Conference League South                            |
| Hayes & Yeading United | Londra (Hayes)      | 17º posto in Conference League South                            |
| Maidenhead United      | Maidenhead          | 19º posto in Conference League South                            |
| Staines Town           | Staines-upon-Thames | 18º posto in Conference League South                            |
| Sutton United          | Londra (Sutton)     | 6º posto in Conference League South                             |
| Tonbridge Angels       | Tonbridge           | 16º posto in Conference League South                            |
| Weston-super-Mare      | Weston-super-Mare   | 7º posto in Conference League South                             |
| Whitehawk              | Brighton            | 1º posto in Isthmian League Premier Division, promosso          |

## Classifica finale
|  | Pos. | Squadra                | Pt | G  | V  | N  | P  | GF | GS | DR  |
|  | ---- | ---------------------- | -- | -- | -- | -- | -- | -- | -- | --- |
|  | 1    | Eastleigh              | 86 | 42 | 26 | 8  | 8  | 71 | 40 | +29 |
|  | 2    | Sutton Utd             | 81 | 42 | 23 | 12 | 7  | 77 | 39 | +38 |
|  | 3    | Bromley                | 80 | 42 | 25 | 5  | 12 | 82 | 50 | +32 |
|  | 4    | Ebbsfleet Utd          | 74 | 42 | 21 | 11 | 10 | 67 | 40 | +27 |
|  | 5    | Dover Athletic         | 69 | 42 | 20 | 9  | 13 | 63 | 38 | +25 |
|  | 6    | Havant & Waterlooville | 69 | 42 | 19 | 12 | 11 | 57 | 43 | +24 |
|  | 7    | Bath City              | 66 | 42 | 18 | 12 | 12 | 64 | 52 | +12 |
|  | 8    | Staines Town           | 63 | 42 | 18 | 9  | 15 | 56 | 57 | -1  |
|  | 9    | Concord Rangers        | 61 | 42 | 17 | 10 | 15 | 58 | 59 | -1  |
|  | 10   | Eastbourne Borough     | 58 | 42 | 16 | 10 | 16 | 55 | 59 | -4  |
|  | 11   | Weston-super-Mare      | 57 | 42 | 16 | 9  | 17 | 50 | 55 | -5  |
|  | 12   | Gosport Borough        | 55 | 42 | 16 | 7  | 19 | 46 | 51 | -5  |
|  | 13   | Boreham Wood           | 53 | 42 | 14 | 11 | 17 | 65 | 55 | +10 |
|  | 14   | Basingstoke Town       | 53 | 42 | 15 | 8  | 19 | 55 | 56 | -1  |
|  | 15   | Bishop's Stortford     | 52 | 42 | 13 | 13 | 16 | 65 | 68 | -3  |
|  | 16   | Farnborough            | 50 | 42 | 15 | 5  | 22 | 62 | 78 | -16 |
|  | 17   | Chelmsford City        | 49 | 42 | 14 | 7  | 21 | 57 | 77 | -20 |
|  | 18   | Maidenhead Utd         | 46 | 42 | 12 | 10 | 20 | 55 | 69 | -14 |
|  | 19   | Whitehawk              | 46 | 42 | 12 | 10 | 20 | 56 | 71 | -15 |
|  | 20   | Hayes & Yeading Utd    | 45 | 42 | 13 | 6  | 23 | 45 | 52 | -7  |
|  | 21   | Tonbridge Angels       | 40 | 42 | 9  | 13 | 20 | 43 | 77 | -34 |
|  | 22   | Dorchester Town        | 31 | 42 | 8  | 7  | 27 | 33 | 94 | -61 |

Legenda:
      Promosso in National League 2014-2015.
  Ammesso ai play-off.
      Retrocesso in Isthmian League Premier Division 2014-2015.
      Retrocesso in Southern Football League Premier Division 2014-2015.
Regolamento:
Tre punti a vittoria, uno a pareggio, zero a sconfitta.
In caso di arrivo di due o più squadre a pari punti, la graduatoria viene stilata secondo i seguenti criteri:
- differenza reti
- maggior numero di gol segnati

Note:

L'Hayes & Yeading United è stato poi riammesso in Conference League South 2014-2015.
Dover Athletic qualificato ai play off per miglior differenza reti rispetto all'ex aequo Havant & Waterlooville.

## Spareggi

### Play-off

#### Tabellone
|  | Semifinali | Semifinali     | Semifinali | Semifinali | Semifinali |  |  | Finale | Finale         | Finale |  |
|  |            |                |            |            |            |  |  |        |                |        |  |
|  | 5          | Dover Athletic | 1          | 3          | 4          |  |  |        |                |        |  |
|  | 2          | Sutton Utd     | 1          | 0          | 1          |  |  | 5      | Dover Athletic | 1      |  |
|  | 4          | Ebbsfleet Utd  | 4          | 0          | 4          |  |  | 4      | Ebbsfleet Utd  | 0      |  |
|  | 3          | Bromley        | 0          | 1          | 1          |  |  |        |                |        |  |